# Emil Rausch
Emil Rausch (n. 11 septembrie 1883, Berlin, Imperiul German – d. 14 decembrie 1954, Berlin, RDG) a fost un înotător ce a reprezentat Germania, medaliat olimpic. A participat la o ediție a Jocurilor Olimpice (1904) în care a câștigat două medalii de aur și o medalie de bronz.